# Austrocidaris
Genre
Austrocidaris est un genre d'oursins de la famille des Cidaridae.

## Description et caractéristiques
Ce genre se distingue des groupes proches par la profonde fente interradiale en zigzag qui coupe ses interambulacres.

## Liste des espèces
Selon World Register of Marine Species (30 septembre 2015) :
- Austrocidaris canaliculata (A. Agassiz, 1863) -- Détroit de Magellan
- Austrocidaris lorioli (Mortensen, 1903) -- Pacifique sud-est (parfois traité comme sous-espèce de Austrocidaris canaliculata)
- Austrocidaris operta Philip, 1964 † -- Australie (Miocène)
- Austrocidaris pawsoni McKnight, 1974 -- Nouvelle-Zélande
- Austrocidaris spinulosa Mortensen, 1910 -- Îles Falkland

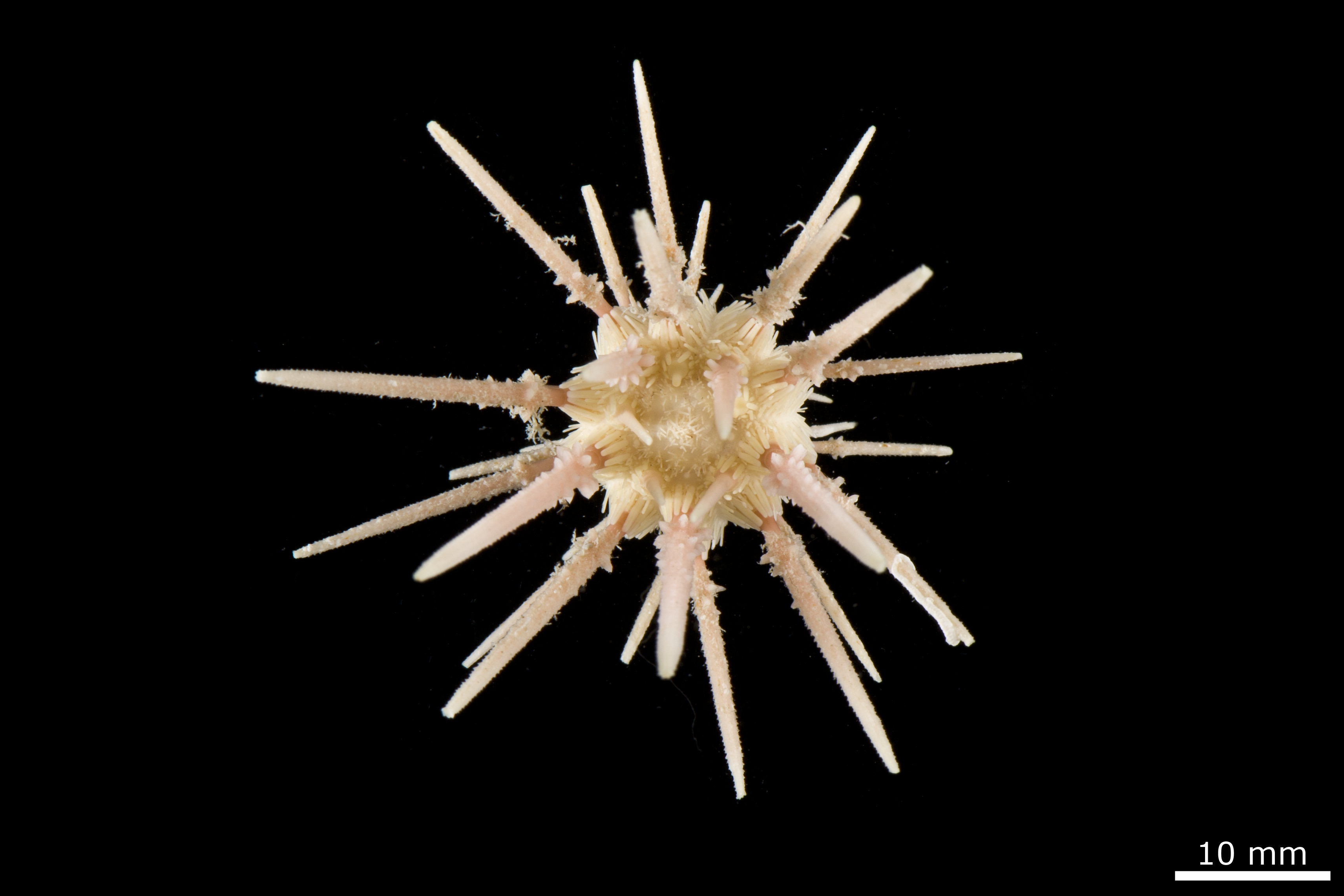
Austrocidaris spinulosa
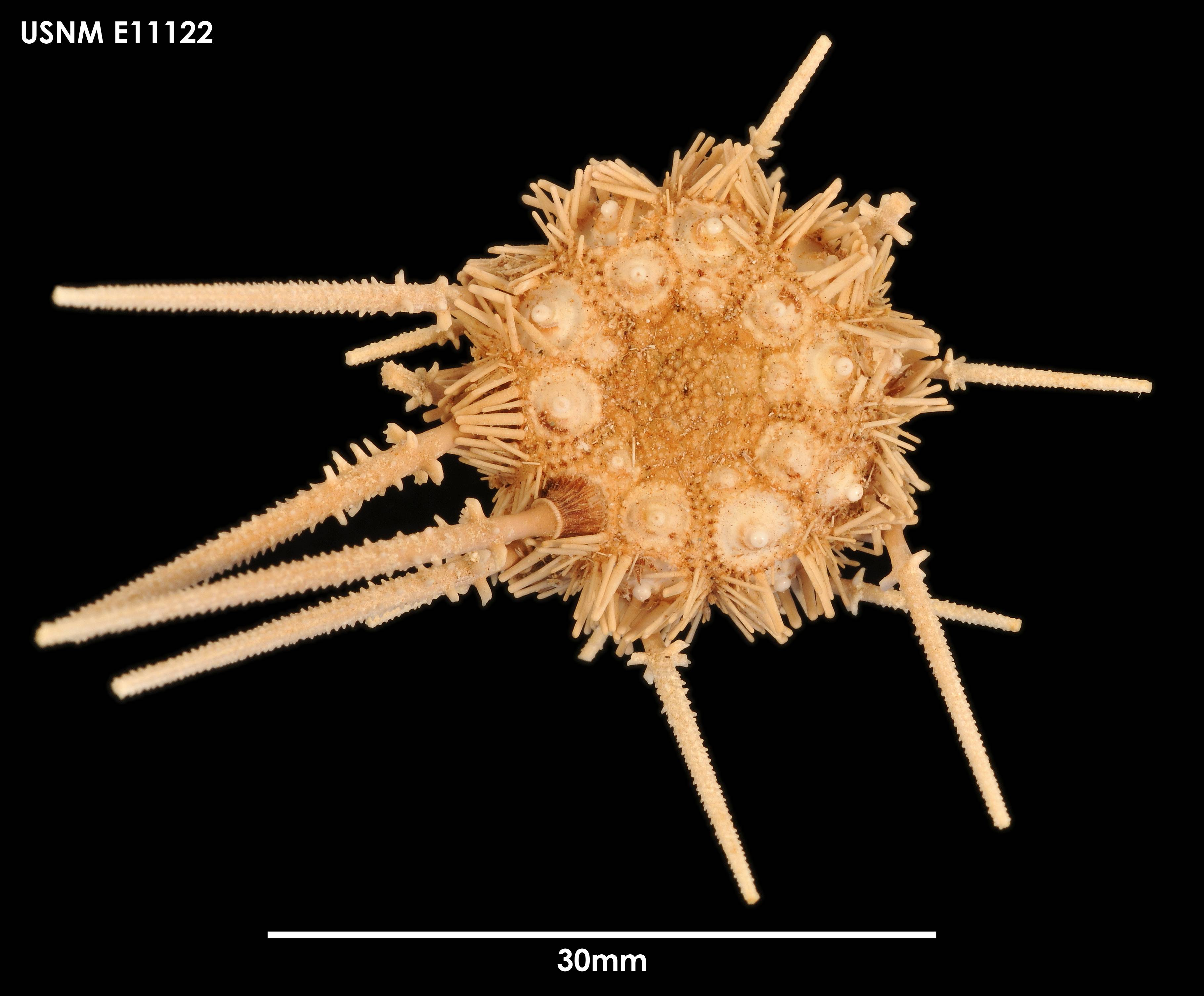
Austrocidaris spinulosa
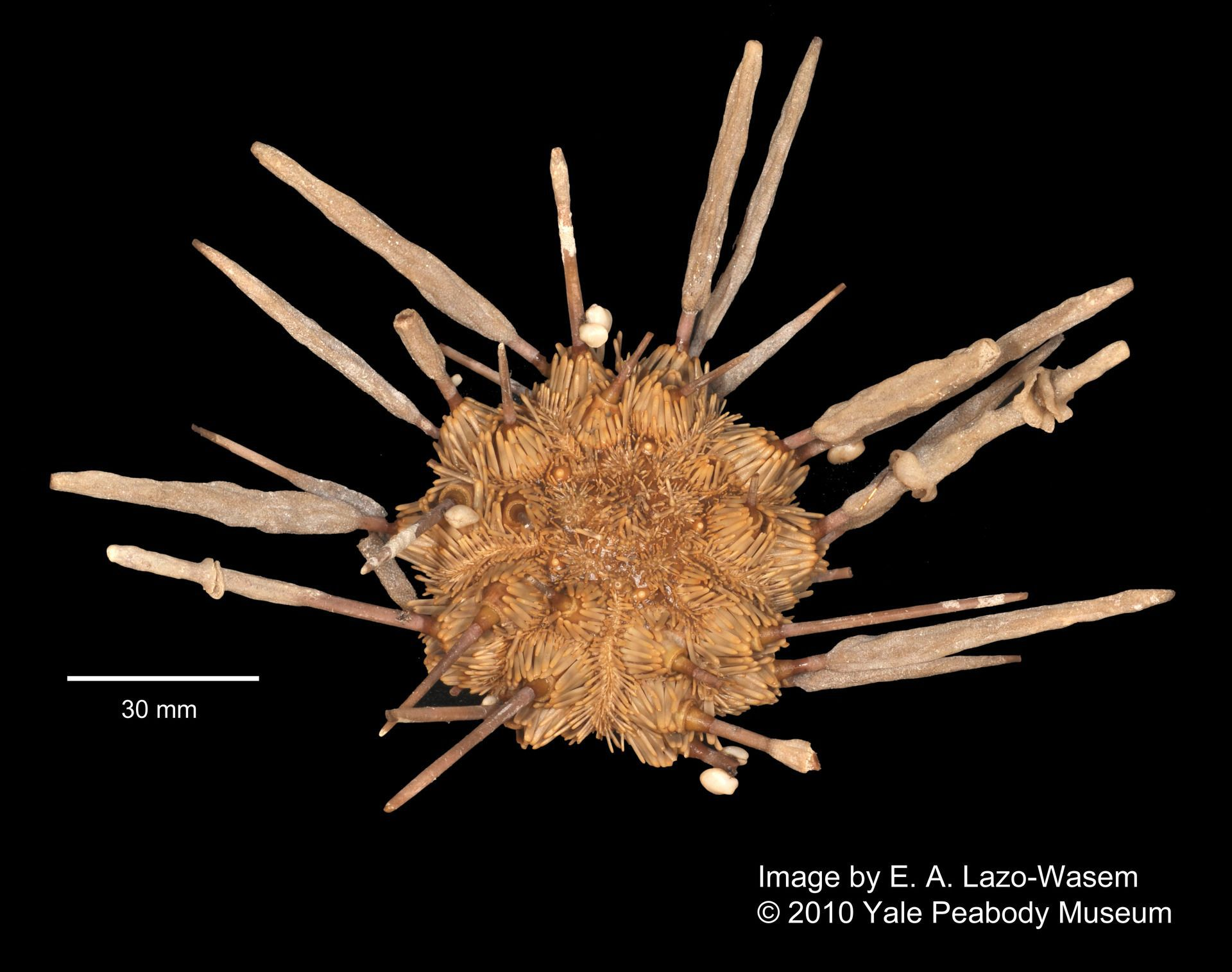
Austrocidaris sp. d'Antarctique.